# John F. Kennedy, Jr
John Fitzgerald Kennedy Jr (Washington DC, 25 de novembre de 1960 - Oceà Atlàntic, 16 de juliol de 1999), sovint anomenat John F. Kennedy Jr;  JFK Jr;  John Jr o  John-John va ser un advocat, periodista, i editor nord-americà. Fill del president John F. Kennedy i Jacqueline Kennedy i el germà menor de Caroline Kennedy.

## Biografia
Va néixer un mes després que el seu pare fos elegit com el 35è President dels Estats Units. Va estar present en la vida pública des de la seva infància. Va viure els seus primers tres anys de vida a la Casa Blanca, sota la mirada dels mitjans de comunicació. El seu pare va ser assassinat el 1963, tres dies abans del seu tercer aniversari. La salutació que va fer al taüt del seu pare durant la processó fúnebre es va convertir en una mediatitzada imatge dels anys 60.
Kennedy Jr va créixer al costat nord-est de Manhattan, a Nova York. Fins i tot de jove, va ser fotografiat sovint referint-se públicament a ell com "John-John", encara que els membres de la família Kennedy mai van utilitzar aquest sobrenom. Després de la mort del seu pare, la seva mare va tornar a contraure núpcies amb el magnat grec, Aristòtil Onassis el 1968. De fet, la seva figura paternal des dels 3 i fins als 8 anys va ser el seu oncle, Robert "Bobby" Kennedy, que va tenir cura de Jackie, John i Caroline després de l'assassinat del seu germà.
Encara que John F. Kennedy Jr estudiar a l'escola "Collegiate School" a Nova York durant els primers deu graus, ell es va graduar a l'"Institut Phillips Academy". Posteriorment, John es va matricular a la Brown University, graduant-se el 1983 com Historiador. A Brown, Kennedy va ser membre de la "Phi Psi", una secció inactiva de la fraternitat nord-americana. El 1989 va guanyar un Juris Doctor, grau de l'Escola de Lleis de la Universitat de Nova York.
Des dels anys 80 fins que va morir, Kennedy va ser una de les persones més vistes i fotografiades a Manhattan. Es va casar amb Carolyn Bessette el 21 de setembre de 1996 a Cumberland Island, Geòrgia.
John F. Kennedy Jr va morir el 16 de juliol de 1999 als 38 anys, quan l'avioneta que pilotava es va estavellar a l'oceà Atlàntic de Martha's Vineyard. Amb ell també van morir, la seva dona, Carolyn Bessette Kennedy de 33 anys, i la germana d'aquesta, Lauren Bessette de 34 anys.

## Carrera professional
Va participar en una Conferència Nacional Democràtica de 1988 a Atlanta, Geòrgia. Va ser advocat auxiliar de districte a Nova York de 1989 fins a 1993. El 1995 va fundar George, una revista mensual sobre la '"política com a forma de vida". La revista va cessar la publicació poc després de la seva mort.